# United States Postal Service

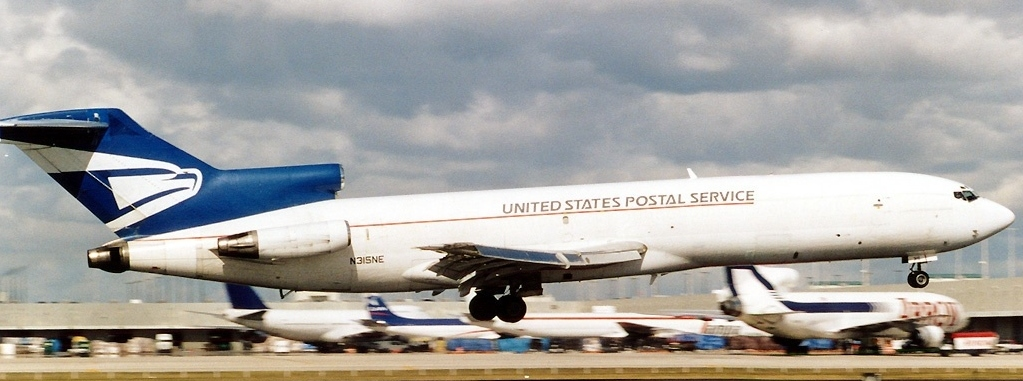
Boeing 727-223(F) należący do US Postal Service

United States Postal Service (USPS) – niezależna agencja Rządu Stanów Zjednoczonych, utworzona w 1971 r., jako „niezależna placówka władzy wykonawczej”. Jest jedną z niewielu agencji, której upoważnienie wynika bezpośrednio z Konstytucji Stanów Zjednoczonych. Faktycznie, powstała w 1775 r., jako United States Post Office (U.S.P.O.), w wyniku postanowień Drugiego Kongresu Kontynentalnego.
Odpowiada za świadczenie usług pocztowych wszystkim obywatelom Stanów Zjednoczonych, bez względu na położenie i z zapewnieniem im jednolitej ceny i jakości usług. Zatrudnia ok. 600 tysięcy pracowników, co czyni ją drugim co do wielkości cywilnym pracodawcą w Stanach Zjednoczonych (po Walmart) i dysponuje flotą ponad 212 530 pojazdów, w wyniku czego jest największym na świecie operatorem taboru samochodowego.